# 上塔特拉山鎮

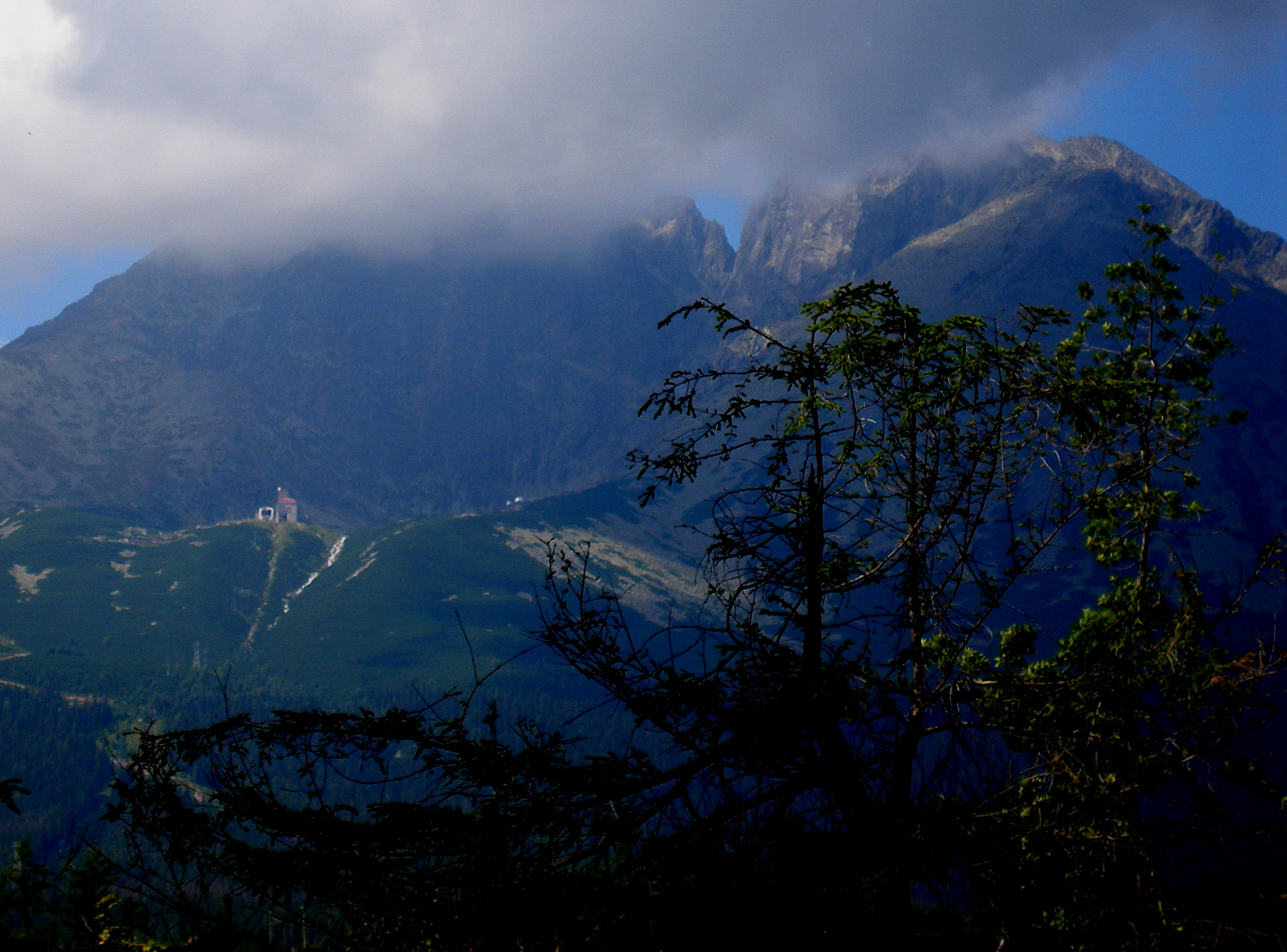

上塔特拉山鎮是斯洛伐克的城鎮，位於該國北部，由普列索夫州負責管轄，面積360.22平方公里，海拔高度1,010米，2005年人口4,718，其中六成居民信奉羅馬天主教。

## 外部連結
- Official site （页面存档备份，存于）